# General Acha
General Acha är en kommunhuvudort i Argentina.   Den ligger i provinsen La Pampa, i den centrala delen av landet, 600 km sydväst om huvudstaden Buenos Aires. General Acha ligger 230 meter över havet och antalet invånare är 12 536.
Terrängen runt General Acha är platt. Trakten runt General Acha är nära nog obefolkad, med mindre än två invånare per kvadratkilometer..
Omgivningarna runt General Acha är i huvudsak ett öppet busklandskap.